# Vista Hermosa, Florencio Villarreal
Vista Hermosa är en ort i Mexiko.   Den ligger i kommunen Florencio Villarreal och delstaten Guerrero, i den södra delen av landet, 300 km söder om huvudstaden Mexico City. Vista Hermosa ligger 34 meter över havet och antalet invånare är 186.
Terrängen runt Vista Hermosa är platt åt sydost, men åt nordväst är den kuperad. Runt Vista Hermosa är det ganska glesbefolkat, med 34 invånare per kvadratkilometer. Närmaste större samhälle är Cruz Grande, 8,2 km sydost om Vista Hermosa. Omgivningarna runt Vista Hermosa är en mosaik av jordbruksmark och naturlig växtlighet.